# Tanak
Tanak (hebrejsko תַּנַ"ךְ) je sopomensko poimenovanje za Hebrejsko Biblijo, akronim iz prvih hebrejskih črk, s katerimi se začenjajo trije tradicionalni deli Mazoretskega besedila: Torah, Nevi'im in Ketuvim. Tanak obsega 24 knjig, ki so razdeljene v tri glavne sklope:
- Tora (תורה; postava, zakonik, učenosti), obsega pet knjig:

1. Pripoved o stvarjenju (Geneza, Prva Mojzesova knjiga)

2. Pripoved o odhodu iz Egipta (Eksodus, Druga Mojzesova knjiga)

3. Levitski zakonik (Levitik, Tretja Mojzesova knjiga)

4. Knjiga številk (Numeri, Četrta Mojzesova knjiga)

5. Ponovljeni zakonik (Devteronomij, Peta Mojzesova knjiga)

- Nevi'ím (hebrejsko נביאם; preroki);
- Ketúvím (hebrejsko כתובים; spisi).

Za najsvetejšega izmed treh delov velja Tora, ker je bila po izročilu Izraelcev edina neposredno izročena od Boga. Drugi po svetosti so Preroki, ker so zapisani po preroškem navdihu. Tudi za Spise velja prepričanje, da so sveti in navdihnjeni od Boga.